# Receptor de glucocorticoides
El receptor de glucocorticoides (GR per les seves sigles en anglès), també anomenat NR3C1 (receptor nuclear de la subfamília 3, grup C, membre 1) és el receptor al qual s'uneix el cortisol i altres glucocorticoides.
El receptor de glucocorticoides s'expressa en gairebé totes les cèl·lules del cos i regula gens que controlen el desenvolupament, el metabolisme i la resposta immunitària. Com que el gen del receptor s'expressa en diverses formes, té efectes variats en diferents parts del cos (és pleiotròpic).
El mecanisme principal d'acció del receptor en resposta a la seva unió a glucocorticoides és la regulació de la transcripció gènica. El receptor sense unir al lligand està situat al citosol. Després que el lligand s'hi uneixi, el complex receptor-glucocorticoide pot emprendre dos camins. Pot activar la transcripció de protrïnes antiinflamatòries al nucli o pot reprimir l'expressió de proteïnes pro-inflamatòries al citosol (evitant la translocació d'altres factors de transcripció del citosol al nucli).
En humans, el receptor de glucocorticoides està codificat pel gen NR3C1, que es troba al cromosoma 5 (5q31).